# Quan hệ hai bờ eo biển Đài Loan
Quan hệ hai bờ eo biển Đài Loan, hay còn được biết tới là quan hệ Đài Loan–Trung Quốc hoặc quan hệ Đài Loan–Đại lục, là mối quan hệ giữa hai thực thể chính trị bị chia cắt bởi eo biển Đài Loan ở Tây Thái Bình Dương.
- Cộng hòa Nhân dân Trung Hoa, quen gọi là "Trung Quốc", và
- Trung Hoa Dân Quốc, quen gọi là "Đài Loan".

Do kết quả của cuộc Nội chiến Trung Quốc với thắng lợi của Đảng Cộng sản Trung Quốc, lực lượng Trung Quốc Quốc dân Đảng rút về Đài Loan và lập chính phủ ở Đài Bắc trong khi chính phủ CHND Trung Hoa được thành lập ở Bắc Kinh.
Chính vì vậy, quan hệ giữa hai bên đã để lại rất nhiều uẩn khúc khó tháo gỡ giữa hai thực thể, do cuộc nội chiến đột ngột kết thúc mà không có thỏa thuận hòa bình nào và cả hai vẫn đang trong tình trạng chiến tranh. Những năm đầu tiên, hai bên tiếp tục xung đột quân sự và tranh giành việc ai là chính phủ hợp pháp của Trung Quốc. Từ năm 1990, vấn đề chính trị Đài Loan dần được nhắc tới với việc thống nhất hai bờ eo biển Đài Loan hay Đài Loan độc lập. CHND Trung Hoa từ chối công nhận Đài Loan là một quốc gia và tỏ ra khá căng thẳng về vấn đề này. Trong khi đó, các cuộc hội đàm xuyên chính phủ đã gia tăng. Từ 2008, đàm phán bắt đầu thông qua "ba kênh" (vận chuyển, trao đổi và liên lạc) vốn đã bị cắt đứt từ 1949. ĐCS và QDĐ Trung Quốc đã gia tăng liên lạc và cả hai chính phủ đều tìm cách gia tăng và quyền lợi của hai bên cũng dần được để ngỏ.
Do không có cách gọi chính thức nào ở trong Tiếng Trung Quốc về vấn đề này, nên những người đã theo dõi mối quan hệ này thường coi đó là
- Quan hệ Đài Loan–Đại lục, sử dụng bởi những người ủng hộ Trung Quốc[1]
- Quan hệ Đài Loan–Trung Quốc, sử dụng bởi những người trung lập cũng như lực lượng đòi độc lập Đài Loan và cách gọi này luôn bị phía Bắc Kinh phản đối[2]

## Mối quan hệ ngày càng suy yếu (2016–nay)
Trong cuộc tổng tuyển cử Đài Loan năm 2016, Thái Anh Văn và đảng Tiến Bộ Dân chủ đã giành được những chiến thắng vang dội. Bắc Kinh đã bày tỏ sự không hài lòng với việc Tsai từ chối chấp nhận "Đồng thuận năm 1992".
Vào ngày 1 tháng 6 năm 2016, đã xác nhận rằng cựu Tổng thống Mã Anh Cửu sẽ thăm Hồng Kông vào ngày 15 tháng 6 để tham dự và có bài phát biểu về quan hệ hai bờ eo biển và Đông Á tại bữa tối Giải thưởng cho Biên tập viên xuất sắc năm 2016 tại Trung tâm Triển lãm và Hội nghị Hồng Kông. Chính quyền Thái Anh Văn đã ngăn chặn Ma đi đến lịch Hồng Kông, và thay vào đó ông đã đưa ra những nhận xét chuẩn bị qua hội nghị từ xa.
Vào tháng 9 năm 2016, tám thẩm phán và thị trưởng từ Đài Loan đã đến thăm Bắc Kinh, đó là Hsu Yao-chang (Thẩm phán của huyện Miêu Lật), Chiu Ching-chun (Thẩm phán của huyện Tân Trúc), Liu Cheng-ying (Thẩm phán huyện Liên Giang), Yeh Hui-ching (Phó Thị trưởng Tân Bắc), Chen Chin-hu (Phó thẩm phán của huyện Đài Đông), Lin Ming-chen (Thẩm phán của huyện Nam Đầu), Fu Kun-chi (Thẩm phán của huyện Hoa Liên) và Wu Cheng-tien (Phó Thẩm phán huyện Kim Môn). Chuyến thăm của họ nhằm mục đích thiết lập lại và khởi động lại quan hệ xuyên eo biển sau khi Tổng thống Thái Anh Văn nhậm chức vào ngày 20 tháng 5 năm 2016. Tám nhà lãnh đạo địa phương nhắc lại sự ủng hộ của họ đối với Chính sách một Trung Quốc theo 1992 đoàn kết. Họ đã gặp trưởng Văn phòng các vấn đề Đài Loan Zhang Zhijun và Chủ tịch Hội nghị Hiệp thương Chính trị Nhân dân Trung Quốc Yu Zhengsheng.

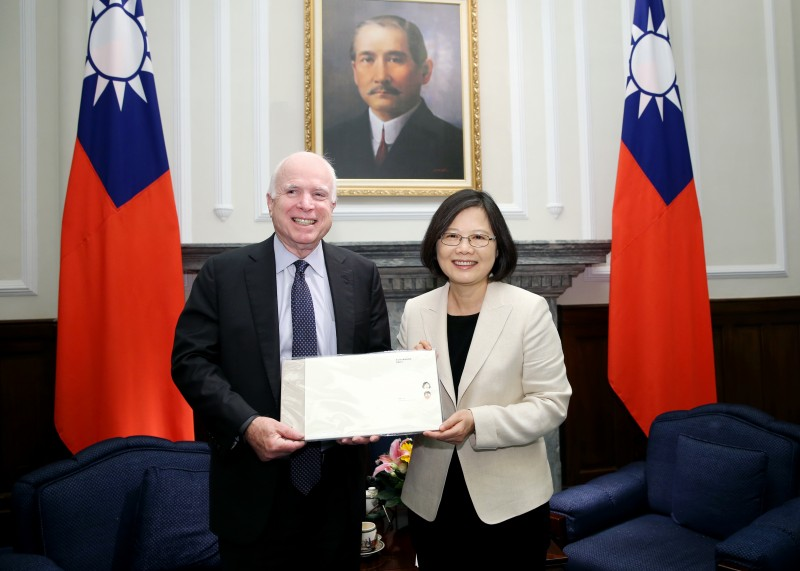
Tổng thống Đài Loan Thái Anh Văn (right) công khai lên tiếng chống lại Thỏa thuận khung hợp tác kinh tế (ECFA)

Vào tháng 11 năm 2016, anh trai của Đệ nhất phu nhân Peng Liyuan Peng Lei (彭磊) đã đến thăm Thành phố Gia Nghĩa từ Trung Quốc để tham dự tang lễ của người chú của họ Lee Hsin-kai (李新凱), một cựu đảng viên Quốc Dân đảng. Tang lễ được tổ chức kín đáo và có sự tham dự của Chủ tịch Quốc Dân đảng Hung Hsiu-chu, Phó Chủ tịch Quốc Dân đảng Huang Min-hui và các quan chức chính phủ và đảng khác.
Vào tháng 1 năm 2020, Thái Anh Văn nói rằng Đài Loan đã là một quốc gia độc lập được gọi là Trung Hoa Dân Quốc (Đài Loan), và Bắc Kinh phải đối mặt với thực tế này. Theo hãng tin Reuters, 
vào khoảng năm 2020, công chúng Đài Loan quay lưng lại với Trung Quốc đại lục, do ảnh hưởng của các cuộc biểu tình ở Hồng Kông và cũng do quyết tâm của Trung Quốc tiếp tục đưa Đài Loan ra khỏi Tổ chức Y tế Thế giới bất chấp đang diễn ra đại dịch COVID-19. Quốc dân đảng đối lập cũng có vẻ tách khỏi Trung Quốc vào năm 2020, tuyên bố họ sẽ xem xét lại chủ trương không được ưa chuộng của mình về quan hệ chặt chẽ hơn với Trung Quốc.